# Рудакова Валерія Вікторівна
Вале́рія Ві́кторівна Рудако́ва (нар. 1 лютого 2001, Харків) — українська бадмінтоністка, майстер спорту України, гравчиня Національної збірної України, чемпіонка України 2020 року.

## Загальні відомості
Вихованка Харківської школи вищої спортивної майстерності. Тренується з семирічного віку. Її першим тренером була Анна Кобцева.
Учасниця чемпіонату Європи 2021 року, який пройшов у Києві.

## Досягнення
- 2017 — на міжнародному юнацькому турнірі у Словаччині разом з Анастасією Прозоровою виборола золоті медалі в парній категорії.
- 2018 — переможниця разом з Анастасією Прозоровою міжнародного турніру серед юніорів Valamar Junior Open в Дубровнику, Хорватія.[6][7]
- 2018 — на Чемпіонаті Європи серед юніорів в Таллінні у парі з Анастасією Прозоровою посіла 3-е місце
- 2020 — переможниця Кубку України в парі з Анастасією Прозоровою.[8]
- 2020 — чемпіонка України з бадмінтону в змішаній парній категорії разом з Валерієм Атращенковим.
- 2021 — переможниця Кубку України з бадмінтону разом з Валерієм Атращенковим.[9]